# Joaquim Ibarz
Joaquim Ibarz Melet (Zaidín, 25 de mayo de 1943 - Zaidín, 12 de marzo de 2011) fue un periodista español.

## Trayectoria
Licenciado en periodismo por la Universidad de Navarra, se inició en el periodismo con El Noticiero. Durante los años 1977 y 1978 fue colaborador de Andalán. Pasó por diversas publicaciones (Tele Exprés, Ser padres, Primera plana, Barça...)  hasta llegar a La Vanguardia, donde trabajó casi toda su vida profesional como corresponsal en América Latina desde 1982 hasta su muerte. Conoció, entrevistó y trató a la mayoría de los dirigentes políticos de Iberoamérica. Recibió numerosos premios como el María Moors Cabot que otorga la Universidad de Columbia (2010), siendo el primer español que lo recibió, o el Premio Cirilo Rodríguez (2009)